# 黑海控股
黑海控股（土耳其語：Karadeniz Holding）是土耳其一家擁有和經營陸上發電廠以及動力船隻（Powership）的能源公司，由拉烏夫·奧斯曼·卡拉代尼茲（Rauf Osman Karadeniz）在1948年創立，其總部設於該國最大城市伊斯坦堡。